# 文人画

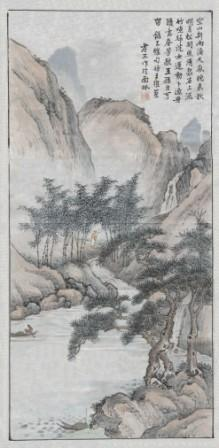
誌画王維「中国大陸」

文人画（ぶんじんが）とは、中国において職業画家の画（院体画）に対し、文人が余技として描いた絵画のことをいう。琴棋書画の画に当たる。中国にとどまらず、近代以前の朝鮮・日本にも広がり、また影響を及ぼした。
もともとは上述のとおり「文人の描いた絵」のことを指す言葉であったが、後に文人画風で描かれた絵画のことも指し示すようになり、次第に様式概念を表す意味となった。そのため、中国と日本において、文人画（または南画）の指すところは異なり、また時代により意味合いの相違がある。
中国における文人画は董其昌によって定義づけられたところが大きい。精神面において院体画（北宗画）に対抗するものであり、担い手は士大夫が主であった。一方で日本の文人画（南画とも呼ばれた）は、南宗画以外の様式も取り込んだものであり、担い手も支配層にあたる武士階級にとどまらなかった。

## 中国
中国における文人画は、董其昌によって提示された定義によるところが大きい（#後述）。
技法においては、皴法・渲染法に特徴づけられ、担い手は為政者であり知識階級であった士大夫であった。

### 董其昌による定義
明代の画家・批評家である董其昌によって提示された区分。職業画家を技法のみに拘泥するものと批判し、画家の内面性・精神性が表現されている絵画を高く評価した。
董其昌によれば、院体画の系譜は北宗画（北画）とほぼ重なり、文人画の系譜は南宗画（南画）とほぼ重なる。この見解は中国絵画史に大きな影響を与えたが、董其昌の主張は対立する北宗画を攻撃する狙いもあり、その理論の組み立ては恣意的な点が多い。
彼の説明では、唐代の王維がその起源とされる。宋代に士大夫によって多く描かれ、元末四大家の頃に様式化が進んだ。董其昌は自らをこの系譜の上においている。
文人画は士夫画とも呼ばれる。これは蘇軾の文のなかに見える語であるが、滕固はこの語義を以下の３つに分類する。
- 画工のうちでも特に学問教養の深い作者の画。
- 画を士大夫の余興または気晴らしとみる考え。
- 画の体制の上から士大夫作者と院体作者を区別する考え。

第一の思想は晋南北朝時代に起源があるとし、儒家的功利思想をもつ王廙の賛と画に高い才能を要求する思想がみえる姚最の句をあげているが、いずれも画を深い学問教養を積んだ人が描くものとし、これを職業的画工の作品から区別するものである。この絵画観はその後も唐宋時代に受け継がれるものとなる。
第二の思想についてはその作者の例として北宋の政治家、詩人であった蘇軾やその従兄弟文同等を挙げている。
第三の思想についての論は明末の南宋論者から出たものである。滕固は、士大夫の語についてこれらの語義を超えて異なる用例が多少あれど、この三種の語義を出ることはないと述べる。
北宋期においてはこれらの特徴がひとつの芸術論的体系として内面的に深く融合される。古くは六朝期の美術にも唐宋美術に発展すべき萌芽がすでに無意識のうちに含まれており、後代の芸術思想も深くその源泉を究めれば遠い過去にみえることができるという見地から、士大画思想とはひとつの芸術論的体系としては北宋期に成長し各著名な詩人画家たちがその理論的代表者となったが、しかしその思想の個々の特徴は晋六朝期に源泉を辿りうるものである。

## 日本

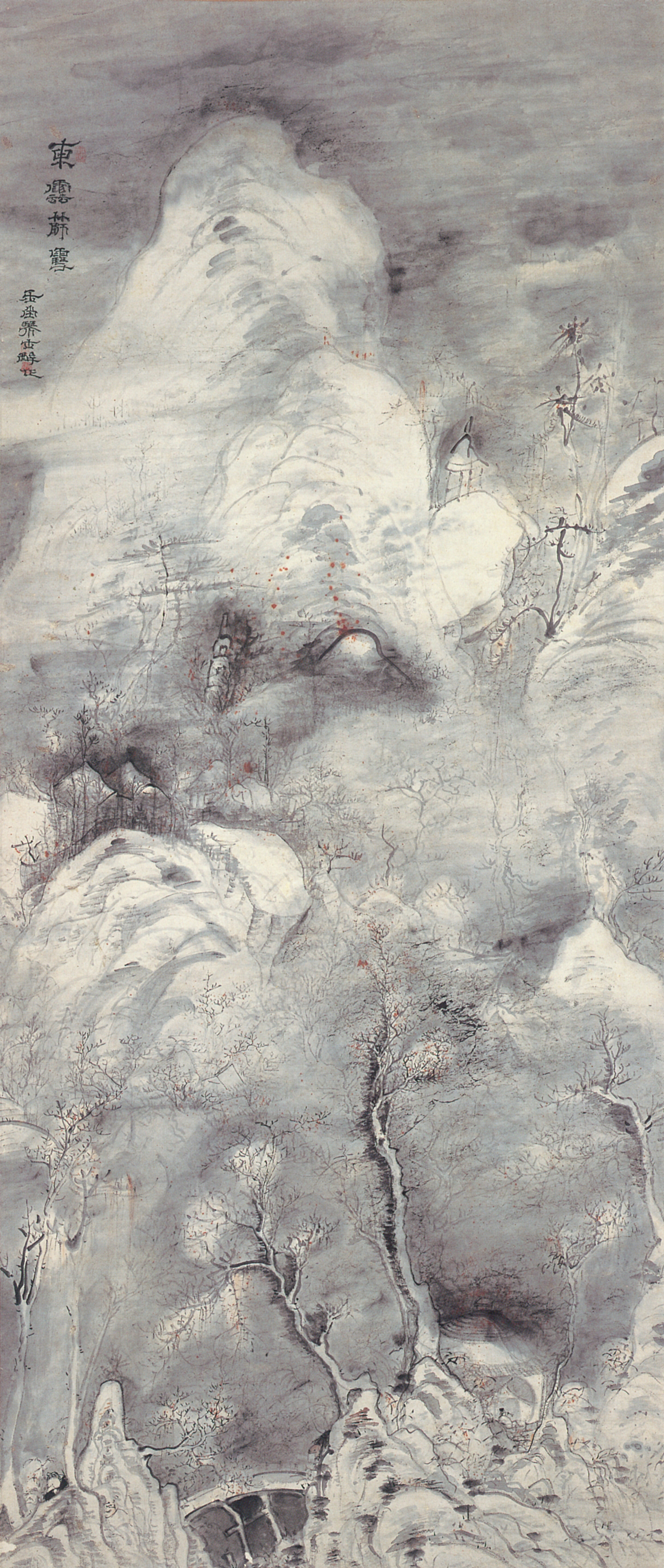
浦上玉堂『東雲篩雪図』（国宝）

日本には室町時代に伝えられ、江戸時代中期以降盛んになった。日本の文人画という意味で、南宗画を省略した「南画」という言葉が使われることもある。
初期の文人画の画人としては、祇園南海、柳沢淇園、彭城百川がいる。
江戸時代の文人画の代表者には、池大雅、与謝蕪村、谷文晁、渡辺崋山など。
明治時代の文人画の大家には滝和亭、松岡環翠、渡瀬凌雲、服部波山、奥原晴湖がいる。以降、美術界を主導するアーネスト・フェノロサや岡倉天心から低く評価され、富岡鉄斎や野口小蘋らが活躍するが、やがて衰退した。